# イントロダックア
イントロダックア（イタリア語: Introdacqua）は、イタリア共和国アブルッツォ州ラクイラ県にある、人口約2,100人の基礎自治体（コムーネ）。

## 地理

### 位置・広がり

#### 隣接コムーネ
隣接するコムーネは以下の通り。
- ブニャーラ
- ペットラーノ・スル・ジーツィオ
- スカンノ
- スルモーナ

## 行政

### 分離集落
イントロダックアには、以下の分離集落（フラツィオーネ）がある。
- Cantone, Cauze, Mastroiacovo, Pannate, Picarelli, Santa Maria Frascati

## 文化・観光
「イタリアの最も美しい村」クラブ加盟コムーネである。